# Erna Bogen
Erna Bogen   (Jarosław, 31 de desembre de 1906 - Budapest, 23 de novembre de 2002), coneguda també com a Erna Bogen-Bogáti o Bogáthy i Erna Gerevich-Bogáthy, fou una tiradora d'esgrima hongaresa, especialista en floret, que va competir durant el segon quart del segle XX. Era filla d'Albert Bogen, muller d'Aladár Gerevich i mare de Pál Gerevich, tots medallistes olímpics.
Durant la seva carrera esportiva va prendre part en tres edicions dels Jocs Olímpics d'Estiu, el 1928, 1932 i 1936. El millor resultat el va obtenir el 1932, a Los Angeles, on guanyà la medalla de bronze en la prova del floret individual del programa d'esgrima.
En el seu palmarès també destaquen set medalles al Campionat del món d'esgrima, quatre d'or i tres de plata, entre les edicions de 1931 i 1937. Entre 1929 i 1952 guanyà setze campionats hongaresos.